# Parafia Bożego Ciała w Józefowie nad Wisłą
Parafia Bożego Ciała w Józefowie nad Wisłą – jedna z 10 parafii w dekanacie Opole Lubelskie w rzymskokatolickiej archidiecezji lubelskiej.

## Zasięg parafii
Do parafii należą wierni z miejscowości: Józefów nad Wisłą, Kolczyn, Łopoczno i Wólka Kolczyńska.

## Historia parafii
W 1688 Józefów otrzymał prawa miejskie (lokacja we wsi Kolczyn). Miejscowość była położona na terenie parafii Rybitwy. Potoccy, posiadając tu znaczny ośrodek, postanowili wybudować kościół. W 1691 plan ten zrealizował Józef Potocki, fundując nie tylko świątynię, ale również klasztor dla bernardynów (zabudowania były drewniane). 11 grudnia 1729 roku, na skutek pożaru wszystko uległo zniszczeniu. Nowe zabudowania, murowane, wzniesiono w latach 1730–1743. Obok kościoła powstał połączony z nim 2-kondygnacyjny budynek klasztorny. Przy kościele istniał także drewniany szpital dla ubogich oraz biblioteka, której zasoby po kasacie domu przewieziono do klasztoru bernardynów w Krakowie.
Od poł. XVIII w. przy świątyni działały 3 bractwa: św. Franciszka, od 1759; Niepokalanego Poczęcia NMP, od 1759 i św. Anny od 1744.  Pod koniec XVIII w. w klasztorze przebywało 10 kapłanów. W 1864 klasztor został skasowany. Przejściowo urządzono w nim więzienie, później zamieszkiwali tu księża obsługujący kościół poklasztorny. W latach 1897–1917 mieściła się tu parafia przeniesiona z Rybitw (obowiązywała nazwa parafii Józefów-Rybitwy). Pierwszym proboszczem był ks. Alfred Orłowski. W czasie I wojny światowej budynki kościelne uległy zniszczeniu. Po 1917 siedzibę parafii przeniesiono na dawne jej miejsce – do Rybitw.
W 1946, na mocy decyzji bpa Stefana Wyszyńskiego, Józefów ponownie stał się siedzibą parafii. Przywrócono jej nazwę Józefów-Rybitwy. Kościół w Rybitwach funkcjonował na zasadach filii. Posługiwał tam rektor będący równocześnie wikariuszem w Józefowie. Dopiero w 1975 powstała osobna parafia w Rybitwach i w związku z tym teren dawnej parafii Józefów-Rybitwy podzielono na 2 odrębne jednostki. Parafia Józefów była uposażona w 4,5 ziemi i ogród przykościelny. Plebania została urządzona w dawnym budynku klasztornym – część zabudowań przeznaczono na szkołę. Na terenie parafii, jeszcze w czasie pobytu zakonników, zrodził się żywy kult św. Antoniego (jego słynący łaskami obraz spalił się podczas pożaru w 1915).
W archiwum parafii przechowywane są m.in. akta metrykalne od 1780, księga wizytacji biskupich od 1801, kronika parafialna. Dawne archiwum bernardynów zostało przewiezione do klasztoru tego zakonu w Krakowie.